# Nesozineus clarkei
Nesozineus clarkei là một loài bọ cánh cứng trong họ Cerambycidae.